# Vela (posición de yoga)
Sarvangasana (en sánscrito: सर्वाङ्गासन, AITS: sarvāṅgāsana) o postura de la vela es una asana invertida del hatha yoga. Es una postura de nivel intermedio por lo que se requieren haber practicado previamente otras asanas de nivel básico.
Existen numerosas posturas de hatha yoga. No todas tienen la misma importancia. Las posturas meditativas sentadas y las inversas (cabeza abajo) son con mucho las más conocidas y eficientes. Los practicantes del hatha yoga recomiendan que si una persona no tiene tiempo para dedicarle, es mejor concentrarse todos los días en el mismo āsana.

## La vela
Según los que enseñan yoga, la postura llamada “la vela”
 
recoge el 80% de los beneficios de las otras. 
Su nombre sánscrito es sarvāngāsana: ‘la postura de todos los miembros’ (sarva: todo, anga: ‘miembro’, āsana: ‘postura’).
Principales posturas inversas: Sarvangasana, Sirshasana, Kapalasana.

## Cómo practicarla
Se trata de una pose vertical, con la cabeza y los codos en el suelo, las manos tomando la espalda a la altura de los riñones y las piernas rectas. Para practicarla, se puede utilizar un tapete flexible pero no demasiado blando.
- Se parte de una posición acostada sobre la espalda con los brazos extendidos a lo largo del cuerpo y con las palmas hacia abajo
- De manera suave se flexionan las piernas hasta acercar las rodillas lo más cercano al pecho.
- Apoyado con los brazos y con las palmas hacia abajo, se levanta también la cadera hasta lograr una posición en la que el cuerpo está apoyado solamente en la cabeza, el cuello, los brazos y hombros.
- De esta posición se llevan las manos hacia la espalda sin despegar los codos del piso.
- En este momento son los codos, los hombros, el cuello y cabeza las únicas partes del cuerpo que tienen contacto con el piso, teniendo flexionado el cuello de tal manera que la barbilla está tocando el pecho.
- A partir de esta posición se empiezan a extender las piernas hasta tenerlas totalmente estiradas hacia arriba. en este momento se tendrá una postura parecida al primer dibujo de la gráfica.
- Aunque parezca sencillo se requiere de una gran tensión muscular y fortaleza hacer el cuerpo asuma una posición totalmente vertical, de manera que siguiendo la disciplina yoga, para llegar a esta última posición vertical se debe de ejercitar mucho el ejercicio pero sin forzar nunca nuestras capacidades. y avanzar tan lentamente como nuestra capacidad lo permita hasta dominar la posición.

Según los practicantes de la meditación sentada (en posición de loto u otra), la concentración mejora si antes se practica la Vela.

## Tiempo recomendado de práctica
Es conveniente practicar esta postura de manera progresiva, aumentando la duración cinco minutos cada día. Al terminar, inclinar las piernas hasta el suelo y acostarse en el piso en decúbito dorsal (acostado sobre la espalda). Esperar dos minutos en esta posición con el fin de equilibrar de nuevo la masa sanguínea. A veces se experimenta un hormigueo en los pies, debido al retorno de la circulación normal. Los sadhus (ascetas) que acuden al kumbha mela —reunión de yoguis, en Prayag (India)— pueden mantener esta misma posición durante tres horas o más.
Algunos individuos familiarizados con el sarvāngāsana y en buenas condiciones de salud, la pueden practicar de una sola vez sin problemas durante una hora o una hora y media.

## Contraindicaciones
Las contraindicaciones son: personas con la columna vertebral deformada, con hipertensión severa, con envenenamiento de la sangre y con el estómago lleno. 

## Estudios

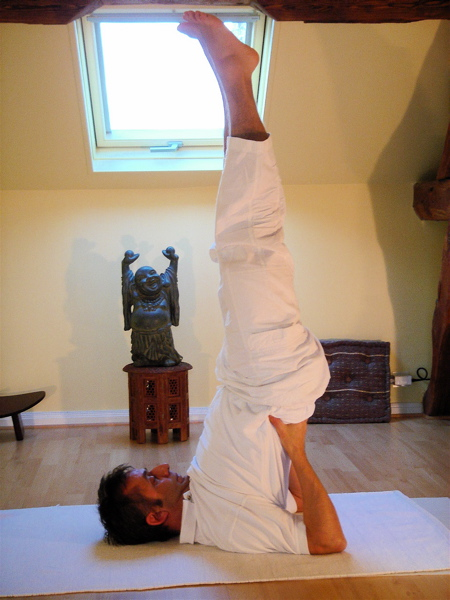
Sarvangasana o postura de la vela

Un estudio en Bombay, India, publicado el 2013 evaluó el posible papel de la terapia de yoga como complemento de la terapia farmacológica convencional. Un grupo de treinta pacientes varones con asma bronquial en el grupo de edad de treinta a cuarenta años fue seleccionado y atendieron a una sesión de una hora diaria durante 6 meses en donde practicaron meditación, pranayamas, mantras y se ejercitaron en las siguientes posturas: Suptaveerasana, Suptabaddhakonasana, Vipareetdandasana, Merudandasana, Kapotasana, Sarvangasana y Shavasana. Se compararon los resultados de las pruebas de función pulmonar antes y después de tres meses de terapia de yoga, pero la mejora no fue estadísticamente significativa. Se compararon los resultados de las pruebas de función pulmonar antes y después de seis meses de terapia de yoga; y si hubo una mejora estadísticamente significativa. El estudio concluyó que el yoga tiene un efecto beneficioso en los pacientes con asma bronquial y, por lo tanto, la terapia de yoga se puede sugerir como un complemento de la terapia farmacológica convencional para los pacientes de asma bronquial. Asimismo, el estudio sugirió qua terapia de yoga puede ayudar a reducir las dosis de las medicamentos pero se necesitan llevar a cabo estudios adicionales.